# Lom Pangar Dam
Lom Pangar Dam är en dammbyggnad i Kamerun.   Den ligger i regionen Östra regionen, i den centrala delen av landet, 270 km nordost om huvudstaden Yaoundé. Lom Pangar Dam ligger 647 meter över havet.
Terrängen runt Lom Pangar Dam är huvudsakligen platt. Lom Pangar Dam ligger nere i en dal. Trakten runt Lom Pangar Dam är mycket glesbefolkad, med 7 invånare per kvadratkilometer. Det finns inga samhällen i närheten. I omgivningarna runt Lom Pangar Dam växer i huvudsak städsegrön lövskog.